# L.A. Noire
L.A. Noire (pronunțat /ˈnwɑr/) este un joc video neo noir, dezvoltat de Team Bondi și publicat de Rockstar Games. A fost lansat în 2011, pentru PlayStation 3, Xbox 360 și Microsoft Windows. Acțiunea are loc în Los Angeles, în anul 1947, și urmărește povestea lui Cole Phelps, un detectiv LAPD care încearcă să rezolve mai multe cazuri, trecând pe la cinci departamente diferite, dar curând își gășește viața personală în declin după ce devine implicat într-un caz care are legătură cu trecutul său ca un membru al United States Marine Corps în timpul celui de-al Doilea Război Mondial; povestea jocului îl urmărește puțin și pe Jack Kelso, un fost membru al unității lui Phelps în război. Jucătorul trebuie să investigheze locul crimei pentru indicii și să interogheze suspecții, de acest lucru depinzând succesul cazului. 
Jocul aduce aminte de elementele de film noir, filme stilistice, populare în anii '40 și '50 pentru stilul vizual și subiecte similare, caracterizate prin crime și ambiguitate morală. Pentru cazurile din joc s-au folosit ca sursă de inspirație crime din viața reală, bazate pe ceea ce s-a vehiculat în presa din Los Angeles în 1947. Jocul este color, dar în onoarea acelor filme, poți alege opțiunea de a-l juca în alb-negru. Numeroase cazuri din acest joc aduc aminte de filmele The Naked City, Chinatown, Incoruptibilii, Dulcele sărut al Daliei și L.A. Confidential.
L.A. Noire folosește tehnologia motion capture, criticii apreciind mimica realistică a fețelor. Motion capture-ul funcționează cu ajutorul unor actori, care au fost înregistrați de 32 de camere, amplasate în toate unghiurile posibile, pentru a crea o expresie foarte realistică a feței. Această tehnologie se află la baza mecanicii jocului, deoarece jucătorul trebuie să decidă dacă suspectul minte sau spune adevărul. După lansare, jocul a primit laude pentru scenariu, dar și pentru tehnologia animației faciale. L.A. Noire a fost primul joc video arătat la Festivalul de Film de la Tribeca. Până în februarie 2012, atât versiunea de pe console, cât și cea de pe PC, au vândut împreună aproximativ 5 milioane de copii.

## Gameplay
L.A. Noire este un joc video neo-noir, polițist, jucat din perspectiva persoanei a III-a. Jucătorii rezolvă cazuri—scenarii lineare cu obiective fixe— pentru a putea progresa în joc. Jocul are și un mod open-world în care te poți plimba liber și poți rezolva activități opționale. Lumea este bazată pe Los Angeles-ul din anii '40, mediul fiind modelat asemănător acelor vremuri.
Jocul are loc în Los Angeles, în anul 1947. Jucătorul își asumă rolul lui Cole Phelps, ofițer la Departamentul de Poliție din Los Angeles. Jocul începe cu Phelps ca polițist în uniformă, după care continuă cu avansarea lui la următoarele patru departamente: Trafic, Omucideri, Moravuri și Incendieri. Fiecare nou departament îi va da lui Phelps un nou partener, care îl va ajuta la cazurile din cadrul respectivului departament. După terminarea fiecărui caz, jucătorul va primi o notă de la 1 la 5 stele, bazată pe performanța interogării și căutării indiciilor. În unele cazuri, jucătorul poate găsi ziare. Pe lângă faptul că acolo se poate citi povestea cazului, ziarul conține și un filmuleț despre caz sau despre retrospectiva războiului, din memoriile lui Phelps. Aproape de finalul jocului, jucătorul își asumă controlul lui Jack Kelso. care devine jucătorul-personaj pentru restul jocului; cu toate că diferit la înfățișare și personalitate, este controlat la fel ca și Phelps. 

Când suspecții și martorii sunt interogați, jucătorul are opțiunea de a-i crede, de a se îndoi de ei sau de a-i acuza că mint.

Jocul conține elemente de urmăriri, bătăi, interogări și schimburi de focuri. Jucătorul se poate lupta corp-la-corp cu inamicii, poate fugi sau sări și poate folosi vehicule pentru a naviga prin oraș. În luptă, poate ținti și se poate feri după clădiri. Dacă jucătorul va fi rănit, viața va scădea, dar se va regenera în timp, dacă acesta nu va mai fi atins. Armele pot fi folosite în circumstanțe propice, precum într-un schimb de focuri. La conducerea vehiculelor, caracterul îl poate ruga pe partenerul său să conducă, iar acesta să sară peste călătorie, sau îl poate întreba de direcții. Jucătorii pot lua parte și la 40 de cazuri opționale, numite „Crimele străzii”, independente de povestea jocului.
Suspecții și martorii pot fi interogați pentru informații, iar după ce aceștia răspund, jucătorului i se dă opțiunea de a-i crede, de a se îndoi de ei, sau de a considera că mint. Dacă jucătorul alege ultima dintre opțiuni, trebuie să aducă dovezi. Odată aduși la secție, jucătorul îi poate acuza de crimă, însă acuzarea suspectului greșit afectează nota finală a cazului. Există și opțiunea de a sări peste o secvență dacă jucătorul greșește de trei ori. Există și un mod free roam, numit „The Streets of L.A.”, care este deblocat după ce fiecare birou este completat, cu excepția celui de Patrulare. În acest mod, jucătorul și partenerul său pot patrula străzile orașului Los Angeles. Jucătorul poate rejuca Crimele străzii, poate găsi Pelicule de film, poate descoperi Obiective, poate colecta Vehicule ascunse, poate găsi Insigne sau poate, pur și simplu, să se plimbe prin oraș și să asculte radioul.

## Povestea
Povestea începe cu ofițerul Cole Phelps (Aaron Staton), veteran al United States Marine Corps, decorat pentru Campania din Pacific, la divizia 7 de patrulare Wilshire, acesta fiind membru nou al departamentului de poliție din Los Angeles, California, în anul 1947. El rezolvă cu succes o crimă, alături de partenerul său, ofițerul Ralph Dunn (Rodney Scott). Marea parte a jocului este reprezentată de promovarea lui Phelps în diferite departamente ale poliției, dar și de decăderea carierei și mariajului său după ce este descoperită relația acestuia cu cântăreața germană Elsa Lichtmann (Erika Heynatz).
Când un fost coleg din Marină al lui Phelps este găsit mort, Phelps descoperă că mulți dintre foștii săi colegi au fost omorâți în același fel. După întâlnirea cu un fost camarad, Jack Kelso (Gil McKinney), el realizează că o mare parte din unitatea din care făcea parte se droga cu morfină, substanță furată de pe SS Coolridge, vas care a transportat unitatea înapoi la Los Angeles, după terminarea celui de-al Doilea Război Mondial. Oamenii erau uciși de mafioți care lucrau pentru Mickey Cohen (Patrick Fischler), cel care controla piața drogurilor din acel timp.
După mai multe investigații, Phelps și Kelso descoperă că banii vânduți pe morfină au fost introduși într-un program numit „The Suburban Redevelopment Fund”. Înșelătoria, condusă de Leland Monroe (John Noble), avea implicați afaceriști locali, demnitari și chiar șeriful poliției din Los Angeles. Este implicat și un psihiatru, numit Harlan Fontaine (Peter Blomquist) și un membru al unității lui Kelso și Phelps, Courtney Sheldon (Chad Todhunter), care este ucis mai târziu de Fontaine. După un schimb de focuri la casa lui Monroe, Kelso descoperă că un polițist de la Incendieri a răpit-o pe Elsa Lichtmann. Polițistul se dezvăluie a fi Ira Hogeboom, fost operator de aruncător de flăcări, care suferea de SSPT și schizofrenie. Acest personaj a ucis, din neatenție, mai mulți civili, care se credeau a fi inamici, la ordinele lui Phelps, în timpul Operațiunii Iceberg. Hogeboom era manipulat de Fontaine să dea foc la casele a căror locuitori refuzau să ofere bani pentru Suburban Redevelopment Fund. Cu toate aceste, Hogeboom înnebunește după ce incendiază o casă în care se afla o întreagă familie.
La tunelurile de lângă râul Los Angeles, în timp ce încearcă să o salveze pe Elsa, Phelps și Kelso trebuie să treacă peste polițiști corupți, care încearcă să-i oprească din scoaterea la iveală a înșelătoriei cu Suburban Redevelopment Fund. În afara tunelurilor, Phelps este ajutat de un asistent, care îl împiedică pe șeriful corupt să mai trimită patrule după el, și încheie un târg în care este de acord să-i toarne pe conspiratorii înșelătoriei Suburban. Kelso îl omoară pe Hogeboom pentru a-i curma suferințele bolii, iar el și Phelps reușesc să o găsească pe Elsa și să o salveze. În cele din urmă, nivelul apei din acele tuneluri începe să crească datorită unei ploi torențiale, iar Phelps este nevoit să se sacrifice și să rămână ultimul; este purtat de curent și se îneacă, înainte ca Kelso să-l mai poată ajuta.
Jocul se termină odată cu înmormântarea lui Phelps. În timpul acestei înmormântări, se află că Leland Monroe și Harlan Fontaine au fost aduși în fața justiției, dar restul conspiratorilor de la Suburban Redevelopment Fund au scăpat, aparent, de pedeapsă, deoarece și ei sunt prezenți la înmormântarea lui Phelps, prezentându-și condoleanțele în memoria polițistului. Elsa este dezgustată și pleacă în timp ce aceștia vorbesc.
Într-o scenă retrospectivă, Kelso, Sheldon și ceilalți colegi din Marină sunt arătați cum găsesc o rezervă de morfină pe vasul care îi duce acasă. Sheldon încearcă să-i convingă pe ceilalți să ia morfina și să o vândă pentru a face profit. Cu toate acestea, Kelso refuză, spunând că își va pierde respectul pentru ei dacă vor face asta. Ei sustrag, însă, drogurile, după care începe acțiunea jocului.

## Dezvoltare

Logo-ul original (sus) și cel final (jos) al jocului. Cel original a fost creat de Team Bondi, dar Rockstar a revenit asupra acestui lucru și l-a reproiectat.

Team Bondi a început să lucreze la L.A. Noire după fondarea lor din 2004. Inițial, jocul trebuia să fie publicat de Sony Computer Entertainment, dar, în septembrie 2006, drepturile de publicare le-au fost înmânate celor de la Rockstar Games. Cu toate că Team Bondi a supravegheat dezvoltarea jocului, munca a fost realizată de Team Bondi și alte câteva studiouri Rockstar de pe glob. Față de alte jocuri Rockstar, care au motorul grafic Rockstar Advanced Game Engine, L.A. Noire folosește un motor modificat, care îmbină o tehnologie pentru mimica feței și una pentru animație. Jocul este primul care folosește tehnologia motion capture a celor de la Depth Analysis, denumită MotionScan. Motion capture-ul funcționează cu ajutorul unor actori, care au fost înregistrați de 32 de camere, amplasate în toate unghiurile posibile, pentru a crea o expresie foarte realistică a feței. Tehnologia se află la baza jocului, deoarece jucătorul trebuie să-și dea seama dacă suspectul minte sau spune adevărul. Estimările analiștilor în legătură cu dezvoltarea jocului și bugetul acestuia sunt de peste 50 de milioane $, ceea ce ar însemna că este unul dintre cele mai scumpe jocuri făcute vreodată.
Acțiunea jocului se petrece în 1947, în Los Angeles, iar mediul ambiental a fost modelat asemănător acelor vremuri. Pentru a face asta, dezvoltatorii au folosit fotografii aeriene, făcute de fotograful Robert Spence. Echipa a folosit fotografiile și pentru a crea structura traficului, rutele de autobuz, dar și pentru locațiile și înfățișările diferitelor clădiri. În timp ce studioul s-a străduit să creeze un model asemănător Los Angeles-ului din 1947, acesta a câștigat și o licență prin care avea voie să folosească platoul filmului lui D. W. Griffith, Intoleranță; platoul a fost demontat, de fapt, în 1919, la trei ani după lansarea filmului.
După o audiție secretă, Aaron Staton și Gil McKinney au fost aleși să-i joace pe Cole Phelps, respectiv Jack Kelso. Mare parte din activitatea lor a fost înregistrată cu ajutorul tehnologiei motion capture.
În octombrie 2003, Team Bondi a anunțat primul lor proiect, pentru „o platformă Sony de nouă generație”. În 2004, McNamara a declarat că proiectul a fost finanțat în totalitate de Sony Computer Entertainment America. Titlul jocului a fost anunțat în 2005, când s-a anunțat că L.A. Noire va fi lansat exclusiv pentru PlayStation 3. În septembrie 2006, a fost anunțat că Rockstar Games va primi drepturile de publicare pentru acest joc. Primul trailer al jocului a fost lansat în noiembrie 2010, urmat de un filmuleț „din culise”, lansat în luna decembrie a aceluiași an. Inițial, jocul avea data de lansare în 2008, dar a fost amânat pentru septembrie 2010, pentru finisare. Jocul a fost amânat, din nou, pentru prima jumătate a anului 2011, iar în cele din urmă, pentru martie 2011. Jocul a fost lansat, în cele din urmă, pe 17 mai 2011 în America de Nord, pentru platformele PlayStation 3 și Xbox 360. Pentru a stimula precomenzile, Rockstar a colaborat cu diverse magazine pentru a furniza bonusuri pentru cei care au precomandat jocul.

### Coloana sonoră
L.A. Noire are o coloană sonoră formată din piese compuse special pentru joc cât și cântece cunoscute. Cântecele originale acompaniază gameplay-ul, având rolul de a alerta jucătorii în anumite momente. La fel ca și în alte jocuri lansate de Rockstar, L.A. Noire are și muzică licențiată redată prin intermediul unui canal de radio. Printre artiștii care interpretează cele treizeci de cântece preluate se numără Billie Holiday, Louis Armstrong și Ella Fitzgerald. Pentru compunerea coloanei sonore au fost angajați Andrew Hale, Simon Hale, dar și Woody Jackson, care a mai colaborat cu echipa de dezvoltare la Red Dead Redemption (2010). A fost înregistrată la Abbey Road Studios și inspirată de muzica filmelor din anii '40. Pe lângă muzica ambientală au fost înregistrate și piese originale interpretate vocal care să se potrivească cu identitatea muzicală a erei. Când The Real Tuesday Weld au primit oferta de a veni cu compoziții originale, ei au căutat cântărețe care pot „evoca acea perioadă”, alegând-o în cele din urmă pe Claudia Brücken. Astfel au fost înregistrate piesele „(I Always Kill) The Things I Love”, „Guilty” și „Torched Song”.
Coloana sonoră a lui L.A. Noire a câștigat premiul pentru „cea mai bună coloană sonoră originală” la Premiile BAFTA pentru jocuri video din 2012.
| Lista cântecelor |                                     |                                         |         |  |
| Nr.              | Titlu                               | Artist                                  | Lungime |  |
| 1.               | „Main Theme”                        | Andrew Hale                             | 3:06    |  |
| 2.               | „New Beginning, Pt. 1”              | Andrew Hale & Simon Hale                | 1:06    |  |
| 3.               | „New Beginning, Pt. 2”              | Andrew Hale & Simon Hale                | 1:25    |  |
| 4.               | „New Beginning, Pt. 3”              | Andrew Hale & Simon Hale                | 3:18    |  |
| 5.               | „Minor 9th”                         | Andrew Hale                             | 2:50    |  |
| 6.               | „Pride of the Job, Pt. 1”           | Andrew Hale & Simon Hale                | 2:38    |  |
| 7.               | „Pride of the Job, Pt. 2”           | Andrew Hale & Simon Hale                | 2:32    |  |
| 8.               | „Noire Clarinet”                    | Andrew Hale                             | 2:33    |  |
| 9.               | „Temptation, Pt. 1”                 | Andrew Hale & Simon Hale                | 1:14    |  |
| 10.              | „Temptation, Pt. 2”                 | Andrew Hale & Simon Hale                | 2:12    |  |
| 11.              | „Temptation, Pt. 3”                 | Andrew Hale & Simon Hale                | 0:52    |  |
| 12.              | „J.J.”                              | Andrew Hale & Fly                       | 1:30    |  |
| 13.              | „Redemption, Pt. 1”                 | Andrew Hale & Simon Hale                | 1:07    |  |
| 14.              | „Redemption, Pt. 2”                 | Andrew Hale & Simon Hale                | 2:28    |  |
| 15.              | „Redemption, Pt. 3”                 | Andrew Hale & Simon Hale                | 1:21    |  |
| 16.              | „Slow Brood”                        | Andrew Hale & Simon Hale                | 2:02    |  |
| 17.              | „Use and Abuse, Pt. 1”              | Andrew Hale & Simon Hale                | 1:26    |  |
| 18.              | „Use and Abuse, Pt. 2”              | Andrew Hale & Simon Hale                | 0:49    |  |
| 19.              | „Use and Abuse, Pt. 3”              | Andrew Hale & Simon Hale                | 0:38    |  |
| 20.              | „Use and Abuse, Pt. 4”              | Andrew Hale & Simon Hale                | 1:21    |  |
| 21.              | „Fall from Grace, Pt. 1”            | Andrew Hale & Simon Hale                | 1:44    |  |
| 22.              | „Fall from Grace, Pt. 2”            | Andrew Hale & Simon Hale                | 1:13    |  |
| 23.              | „Murder Brood, Pt. 1”               | Andrew Hale & Simon Hale                | 2:34    |  |
| 24.              | „Murder Brood, Pt. 2”               | Andrew Hale & Simon Hale                | 2:18    |  |
| 25.              | „Main Theme (Redux)”                | Andrew Hale                             | 1:25    |  |
| 26.              | „(I Always Kill) The Things I Love” | Claudia Brücken & The Real Tuesday Weld | 2:55    |  |
| 27.              | „Guilty”                            | Claudia Brücken & The Real Tuesday Weld | 2:14    |  |
| 28.              | „Torched Song”                      | Claudia Brücken & The Real Tuesday Weld | 4:12    |  |
| Lungime totală:  | Lungime totală:                     | Lungime totală:                         | 55:21   |  |

### Conținut adițional
În lunile ce au urmat lansării jocului au fost lansate mai multe cazuri, lucruri de colecționat și provocări sub forma unor DLC-uri. „The Naked City”, lansat la 31 mai 2011, este un caz din cadrul departamentului „Administrative” în care jucătorul trebuie să găsească ucigașul unei modele. Este inspirat din filmul cu același nume din 1948 al lui Jules Dassin. „A Slip of the Tongue”, lansat la 31 mai 2011, este un caz de la departamentul de circulație care urmărește furtul unor mașini. „Nicholson Electroplating”, lansat la 21 iunie 2011, este un caz de la departamentul anti-incendieri bazat pe explozia companiei O'Connor Electro-Plating din 1947. „Reefer Madness”, lansat la 12 iulie 2011, este un caz Vice prin care detectivul descoperă mai multe conspirații legate de traficul de droguri. „The Consul's Car”, lansat la 26 iulie 2011, este un caz al departamentului de circulație prin care jucătorul trebuie să găsească hoți de mașini; a fost lansat inițial pentru variantele nord-americane ale consolei PlayStation 3, fiind lansat ulterior în Europa și inclus în The Complete Edition. Toate lucrurile care au fost inițial disponibile pentru cei care au precomandat jocul au fost incluse într-un DLC lansat la 31 mai 2011: două costume, Broderick și Sharpshooter, două arme, pistolul placat cu nichel și pistolul mitralieră Thompson (denumit în joc Chicago Piano Gun) și provocarea „Badge Pursuit”, prin care jucătorii trebuie să colecționeze insigne ascunse în lumea jocului.
La 28 septembrie 2011, Rockstar a anunțat varianta pentru PC a jocului, intitulată The Complete Edition, care a fost lansată la 8 noiembrie 2011. Conținea toate DLC-urile din variantele inițiale. Printre îmbunătățirile aduse pentru această variantă au fost portarea controalelor pentru tastatură și gamepad, mărirea acuității mișcărilor, îmbunătățiri grafice și suport pentru 3D stereoscopic. La scurt timp după lansarea pe PC, The Complete Edition a fost lansat și pe console.

## Recepție
L.A. Noire a fost primit foarte pozitiv după lansare, conform site-ului Metacritic. L.A. Noire a fost lăudat pentru modul cum a prezentat povestea și pentru tehnologia motion capture.
Prima recenzie a fost publicată de ziarul englezesc The Guardian, care i-a acordat jocului scorul perfect, spunând: „De când au fost dezvoltate primele jocuri, această industrie a visat lucrul suprem – un joc care să nu se deosebească de un film, cu excepția că poți controla personajul principal. L.A. Noire poate fi, într-un final, întruchiparea acelui sfânt Graal.”
IGN i-a acordat jocului o notă de 8.5 din 10, spunând: „Poate că L.A. Noire nu este la fel de emoționant ca Heavy Rain, dar este ceva ce trebuie încercat de toți. Țintește sus și prezintă un nou tip de poveste de joc video.” GameTrailers i-a acordat jocului o notă de 9.1 din 10, concluzionând: „L.A. Noire este puțin repetitiv, dar te captează prin subtilitate, detalii și interacțiunea dintre personaje.” Carolyn Petit de la Gamespot i-a acordat jocului un 9 din 10, concluzionând „Stilul de investigare din L.A. Noire este captivant și dă dependență, iar jucătorul face o călătorie de neuitat prin Orașul Îngerilor.” GameZone i-a acordat jocului o notă de 8.5/10, spunând „Povestea este interesantă, cu toate că puțin cam lentă la început. L.A. Noire folosește o metodă clasică pentru a prezenta povestea. Este una mai lentă, similară filmelor vechi, care pune accent pe detalii. Dar atenția la detalii deosebește L.A. Noire de celelalte jocuri și îl face atât de bun.”
Edge a lăudat tehnologia de animație a fețelor și a sugerat că, în afară de acest lucru, nu este cu nimic diferit de celelalte jocuri, iar faptul că Team Bondi a combinat atât de multe genuri de joc într-unul singur, într-o manieră cu stil, atmosferică și fluentă, este o realizare. Joystiq i-a acordat jocului nota 9, spunând: „Poate că L.A. Noire nu este întotdeauna 'distractiv', dar cei care joacă jocuri video nu trebuie să-l rateze.”
Official PlayStation Magazine i-a acordat jocului o notă de 9 din 10, spunând: „În multe feluri, L.A. Noire este similar cu un serial AMC... Este lent, dar odată ce ne-a captat nu ne mai putem sătura de el, fiind foarte aventuros și inovativ. Nu este perfect, dar nu seamănă cu nimic din ce este acum pe PS3.” Official Xbox Magazine i-a acordat jocului o notă de 8 din 10, concluzionând: „Da, are probleme, dar L.A. Noire este un joc thriller cu detectivi – o adevărată gură de aer proaspăt care pune accent pe poveste, mai presus de toate, într-o lume în care secvențele de acțiune și meciurile pe viață și pe moarte fac legea. Este singurul lucru cu care Xbox se apropie de unicul Heavy Rain de pe PlayStation.” GamesMaster i-a acordat jocului un rating de 92%, concluzionând: „L.A. Noire este cel mai matur open-world al lui Rockstar de până acum, adus la viață printr-o tehnologie modernă.”
În ciuda recenziilor pozitive, unii critici au crezut că jocul a fost prea redundant și nu i-a dat prea multă libertate jucătorului, ceea ce l-a făcut plictisitor în anumite momente. Cu toate că 1UP i-a acordat scorul perfect, ei au avertizat că filmulețele din joc îi pot da jucătorului sentimentul că pierde controlul.
Răspunzând criticilor care au spus că personajele par fără viață, în ciuda tehnologiei motion capture, Brendan McNamara, regizorul și scenaristul jocului, a spus într-un interviu pentru Eurogamer: „Oamenii au spus că personajele erau moarte de la gât în jos. Asta pentru că am avut animație doar pentru fețe, iar hainele nu se mișcă.” În același interviu, McNamara a răspuns și de ce, uneori, Phelps este agresiv în timpul interogărilor. „E amuzant. Mulți oameni spun că Aaron devine un psihopat. Când am terminat scenariul pentru joc, am folosit și agresivitatea ca metodă de a răspunde. Și tot așa am și înregistrat-o. Dar nu este vina lui Aaron că pare un psihopat.”
La Premiile BAFTA Video Game din 2012, L.A. Noire a câștigat premiul de Cea mai bună coloană sonoră originală, și a primit nominalizări la alte șapte categorii.

### Vânzări
În prima zi de la lansarea jocului în SUA, acțiunile lui Take-Two Interactive, compania care deține Rockstar Games, au crescut cu 7,75%. În februarie 2012, jocul a fost vândut în aproximat 5 milioane de copii.
Conform NPD Group, L.A. Noire a fost cel mai bine vândut joc din Statele Unite în luna mai 2011, vânzându-se peste 900.000 de copii pentru PlayStation 3 și Xbox 360.
L.A. Noire a debutat pe locul 1 în clasamentele din Regatul Unit. A stat acolo pentru trei săptămâni. În Australia, magazinele de jocuri video au declarat că stocul a fost epuizat după o săptămână de la lansare. L.A. Noire a fost lansat în Japonia pe 4 iulie 2011 și a fost vândut în peste 71.000 de copii pentru PlayStation 3 și Xbox 360. Versiunea pentru PlayStation 3 a vândut în jur de 58.000 de unități, în timp ce versiunea pentru Xbox 360 a vândut în jur de 12.000 de unități.

## O posibilă continuare
Pe 22 mai 2011, McNamara a spus că o continuare a jocului ar lua mai puțin de cinci ani de dezvoltare, de vreme ce tehnologia există deja. El a mai spus că s-a luat în considerare ca tehnologia motion capture să fie folosită pentru tot corpul, nu numai pentru partea facială. În aceeași săptămână, Strauss Zelnick, director general la Take-Two Interactive, a declarat că L.A. Noire a fost „o lansare cu succes”, iar ei „au toate motivele să creadă că L.A. Noire poate fi o serie bună pentru companie”.
În timpul unei întruniri a investitorilor din noiembrie 2011, Zelnick a reiterat importanța jocului pentru Take-Two, menționând faptul că jocul a devenit „o franciză importantă pentru companie”. A anunțat că a fost „cea mai de succes lansare nouă” a Take-Two din anul fiscal anterior, devenind o proprietate cheie în portofoliul companiei. Tot în noiembrie 2011, s-a anunțat și titlul următorului joc al lui McNamara, Whore of the Orient, care a fost descris drept „una dintre cele mai mari povești nespuse ale secolului XX”. Va fi publicat de KMM Studios.
Pe 13 februarie 2012, Rockstar Games a răspuns la întrebările fanilor despre jocurile lor, inclusiv despre viitorul lui L.A. Noire. Rockstar a declarat că „există un viitor pentru L.A. Noire”, dar „noi nu ne grăbim cu continuările”. Ei au anunțat și că nu vor mai exista conținuturi adiționale sau DLC-uri pentru acest joc. În martie 2013, Karl Slatoff, șef-executiv la Take-Two Interactive, a anunțat că există o „serie de titluri neanunțate în dezvoltare”, iar L.A. Noire este un joc important pentru companie.